# Сухань (округ Вельки Кртіш)
Сухань (словац. Sucháň) — село, громада в окрузі Вельки Кртіш, Банськобистрицький край, центральна Словаччина, історичний регіон Гонт. Кадастрова площа громади — 16,33 км². Населення — 275 осіб (за оцінкою на 31 грудня 2017 року).

## Історія
Перша згадка 1349 року.

## Населення
| Рік:            | 1994. | 2004.   | 2014.   | 2024.   |
| --------------- | ----- | ------- | ------- | ------- |
| Кількість осіб: | 303   | 295     | 276     | 259     |
| Різниця:        |       | -2,64 % | -6,44 % | -6,15 % |

| Рік:            | 2023. | 2024.   |
| --------------- | ----- | ------- |
| Кількість осіб: | 265   | 259     |
| Різниця:        |       | -2,26 % |